# 테리 스나이더
테리 스나이더(Terry Snyder, 1916년 ~ 1963년 3월 17일)는 미국의 드럼 연주자이다. 뉴욕에서 태어났으며, 고교시절부터 드럼의 명수로 알려진 뒤 수많은 메달을 받았다. 16세의 나이로 음악계에 데뷔하여 폴 화이트먼, 베니 굿맨 악단 등에서 활약한 후 스튜디오 음악가로 편곡 면에서도 활동이 많았다. 1959년에 음반 《타악기의 설득》이 엄청난 인기를 얻었다.